# Zapasy na Letnich Igrzyskach Olimpijskich 1976 – kategoria do 62 kg w stylu klasycznym
Zmagania mężczyzn w wadze 62 kg to jedna z dziesięciu męskich konkurencji w zapasach w stylu klasycznym rozgrywanych podczas Letnich Igrzysk Olimpijskich 1976. Pojedynki w tej kategorii wagowej odbyły się w dniach 20 – 24 lipca.

## Klasyfikacja[2]
| Pozycja | Nazwisko             | Kraj              |
| ------- | -------------------- | ----------------- |
| 1       | Kazimierz Lipień     | Polska            |
| 2       | Nelson Dawidian      | ZSRR              |
| 3       | László Réczi         | Węgry             |
| 4       | Teruhiko Miyahara    | Japonia           |
| 5       | Ion Păun             | Rumunia           |
| 6       | Pekka Hjelt          | Finlandia         |
| 7       | Stelios Mijakis      | Grecja            |
| 8       | Stojan Łazarow       | Bułgaria          |
| 9       | Gholam Reza Ghassab  | Iran              |
| .       | Choi Gyeong-su       | Korea Południowa  |
| 11      | Lars Malmkvist       | Szwecja           |
| .       | Mehmet Uysal         | Turcja            |
| 13      | Lionel Lacaze        | Francja           |
| 14      | Howard Stupp         | Kanada            |
| .       | Domenico Giuffrida   | Włochy            |
| .       | Joaquim Jesus Vieira | Portugalia        |
| .       | Gary Alexander       | Stany Zjednoczone |

## Zasady
Przyjęto zasadę punktów karnych, gdzie zdobycie sześciu punktów lub więcej eliminowało zawodnika z turnieju. Kolejność miejsc medalowych ustalona została w specjalnej rundzie finałowej, z udziałem trzech zawodników z najmniejszą liczbą takich punktów.
- TF — Łopatki
- DQ — Dyskwalifikacja za pasywność
- IN — Kontuzja przeciwnika
- TPP — Punkty karne razem
- MPP — Punkty karne pojedynku

## Punktacja
- 0 — Wygrana na łopatki, przewagę techinczną, pasywność, kontuzję
- 0.5 — Wygrana na punkty  (8-11 punktów różnicy)
- 1 — Wygrana na punkty  (1-7 punktów różnicy)
- 2 — Dyskwalifikacja za pasywność, zwycięzca również był pasywny
- 3 — Przegrana na punkty (1-7 punktów różnicy)
- 3.5 — Przegrana na punkty (8-11 punktów różnicy)
- 4 — Przegrana na łopatki, przewagę techiczną, pasywność, kontuzję

## Wyniki[3]

### Pierwsza runda
| TPP | MPP |                      | Wynik\|Czas |                     | MPP | TPP |
| --- | --- | -------------------- | ----------- | ------------------- | --- | --- |
| 0   | 0   | Pekka Hjelt          | TF / 4:55   | Gary Alexander      | 4   | 4   |
| 0   | 0   | László Réczi         | TF / 5:46   | Gholam Reza Ghassab | 4   | 4   |
| 4   | 4   | Domenico Giuffrida   | 5 - 19      | Teruhiko Miyahara   | 0   | 0   |
| 4   | 4   | Howard Stupp         | 0 - 37      | Kazimierz Lipień    | 0   | 0   |
| 4   | 4   | Joaquim Jesus Vieira | TF / 4:40   | Stojan Łazarow      | 0   | 0   |
| 3.5 | 3.5 | Mehmet Uysal         | 3 - 14      | Stelios Mijakis     | 0.5 | 0.5 |
| 0   | 0   | Nelson Dawidian      | TF / 8:49   | Lionel Lacaze       | 4   | 4   |
| 4   | 4   | Lars Malmkvist       | TF / 5:40   | Ion Păun            | 0   | 0   |
| 0   |     | Choi Gyeong-su       |             | Bez walki           |     |     |

### Druga runda
| TPP | MPP |                     | Wynik\|Czas |                      | MPP | TPP |
| --- | --- | ------------------- | ----------- | -------------------- | --- | --- |
| 4   | 4   | Choi Gyeong-su      | TF / 1:58   | Pekka Hjelt          | 0   | 0   |
| 8   | 4   | Gary Alexander      | DQ / 5:48   | László Réczi         | 0   | 0   |
| 4   | 0   | Gholam Reza Ghassab | 27 - 14     | Domenico Giuffrida   | 4   | 8   |
| 0   | 0   | Teruhiko Miyahara   | 30 - 4      | Howard Stupp         | 4   | 8   |
| 0   | 0   | Kazimierz Lipień    | TF / 1:59   | Joaquim Jesus Vieira | 4   | 8   |
| 3   | 3   | Stojan Łazarow      | 5 - 10      | Mehmet Uysal         | 1   | 4.5 |
| 4.5 | 4   | Stelios Mijakis     | 2 - 15      | Nelson Dawidian      | 0   | 0   |
| 7.5 | 3.5 | Lionel Lacaze       | 2 - 13      | Lars Malmkvist       | 0.5 | 4.5 |
| 0   |     | Ion Păun            |             | Bez walki            |     |     |

### Trzecia runda
| TPP | MPP |                     | Wynik\|Czas |                   | MPP | TPP |
| --- | --- | ------------------- | ----------- | ----------------- | --- | --- |
| 0   | 0   | Ion Păun            | TF / 5:53   | Choi Gyeong-su    | 4   | 8   |
| 4   | 4   | Pekka Hjelt         | DQ / 8:50   | László Réczi      | 0   | 0   |
| 8   | 4   | Gholam Reza Ghassab | TF / 4:15   | Teruhiko Miyahara | 0   | 0   |
| 0   | 0   | Kazimierz Lipień    | 16 - 0      | Stojan Łazarow    | 4   | 7   |
| 8.5 | 4   | Mehmet Uysal        | TF / 2:36   | Nelson Dawidian   | 0   | 0   |
| 4.5 | 0   | Stelios Mijakis     | DQ / 5:08   | Lars Malmkvist    | 4   | 8.5 |

### Czwarta runda
| TPP | MPP |                  | Wynik\|Czas |                   | MPP | TPP |
| --- | --- | ---------------- | ----------- | ----------------- | --- | --- |
| 1   | 1   | Ion Păun         | 11 - 4      | Pekka Hjelt       | 3   | 7   |
| 1   | 1   | László Réczi     | 8 - 6       | Teruhiko Miyahara | 3   | 3   |
| 0   | 0   | Kazimierz Lipień | DQ / 8:55   | Stelios Mijakis   | 4   | 8.5 |
| 0   |     | Nelson Dawidian  |             | Bez walki         |     |     |

### Piąta runda
| TPP | MPP |                  | Wynik\|Czas |                   | MPP | TPP |
| --- | --- | ---------------- | ----------- | ----------------- | --- | --- |
| 3   | 3   | Nelson Dawidian  | 2 - 4       | László Réczi      | 1   | 2   |
| 4   | 3   | Ion Păun         | 2 - 6       | Teruhiko Miyahara | 1   | 4   |
| 0   |     | Kazimierz Lipień |             | Bez walki         |     |     |

### Szósta Runda
| TPP | MPP |                   | Wynik\|Czas |                 | MPP | TPP |
| --- | --- | ----------------- | ----------- | --------------- | --- | --- |
| 3   | 3   | Kazimierz Lipień  | 6 - 10      | Nelson Dawidian | 1   | 4   |
| 8   | 4   | Ion Păun          | IN / 1:25   | László Réczi    | 0   | 2   |
| 0   |     | Teruhiko Miyahara |             | Bez walki       |     |     |

### Siódma runda
| TPP | MPP |                   | Wynik\|Czas |                 | MPP | TPP |
| --- | --- | ----------------- | ----------- | --------------- | --- | --- |
| 8   | 4   | Teruhiko Miyahara | 4 - 20      | Nelson Dawidian | 0   | 4   |
| 3.5 | 0.5 | Kazimierz Lipień  | 13 - 4      | László Réczi    | 3.5 | 5.5 |

### Runda finałowa
Zaliczone pojedynki z wcześniejszych rund
| TPP | MPP |                  | Wynik\|Czas |                 | MPP | TPP |
| --- | --- | ---------------- | ----------- | --------------- | --- | --- |
|     | 3   | Nelson Dawidian  | 2 - 4       | László Réczi    | 1   |     |
|     | 3   | Kazimierz Lipień | 6 - 10      | Nelson Dawidian | 1   | 4   |
| 3.5 | 0.5 | Kazimierz Lipień | 13 - 4      | László Réczi    | 3.5 | 4.5 |